# Gaston Wiet
Gaston Wiet (Parigi, 18 dicembre 1887 – Parigi, 20 aprile 1971) è stato un orientalista e arabista francese.
Diplomato nell'École des langues orientales, laureato in Giurisprudenza, Gaston Wiet fu borsista nell'Institut français d'archéologie orientale del Cairo nel 1909-1911. Professore assistente nell'Università di Lione, dove insegnò Lingua araba e turco, poi professore al Cairo, fu chiamato alle armi nel 1914 e assegnato, col grado di sottotenente, all'esercito di stanza nel Vicino Oriente. Terminò il suo servizio militare col grado di capitano e fu decorato dal governo serbo.

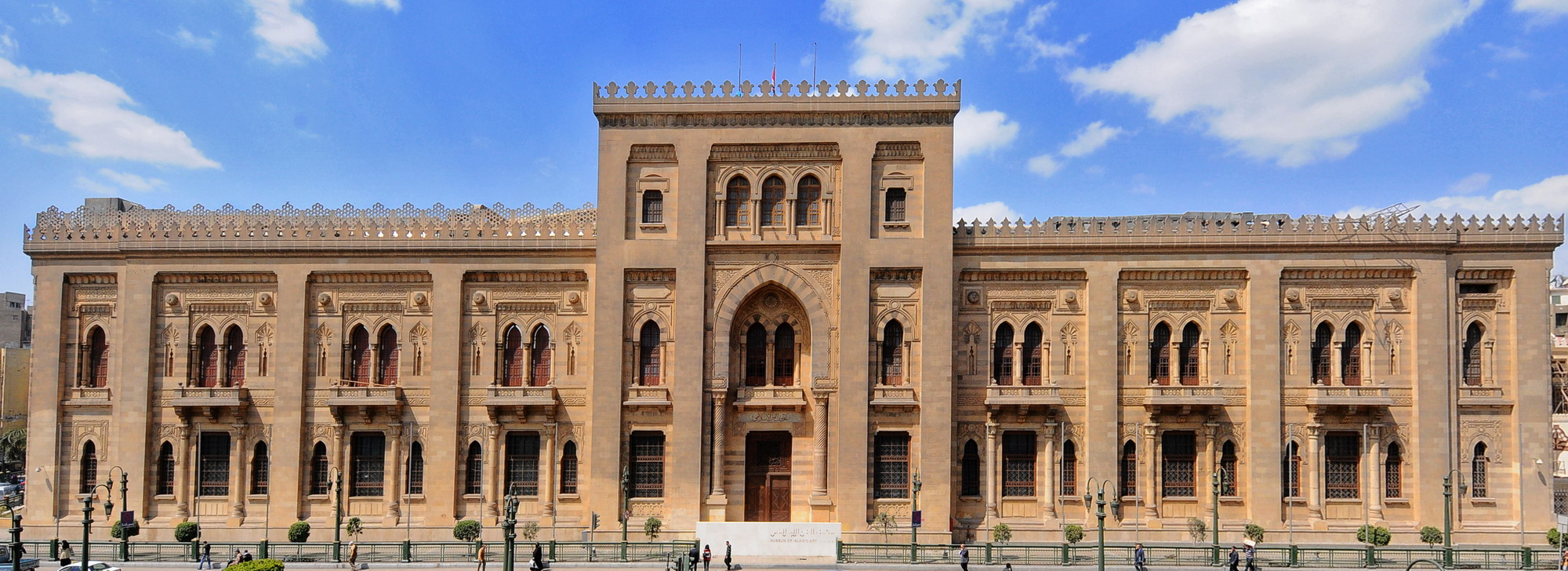
Il Museo Islamico del Cairo oggi.

Nel 1919 riprende le sue attività di docente a Lione, poi a Parigi. Nel 1926 è nominato direttore del Museo di arte islamica del Cairo (Dār al-funūn): funzione che egli eserciterà fino al 1951. A lui va attribuito il grande merito di aver redatto di suo pugno 14 dei 35 volumi del catalogo del museo, di cui egli contribuì largamente ad arricchire le collezioni, specialmente nei campi dei mobili e dell'epigrafia.
Nel 1940, Gaston Wiet divenne al Cairo uno dei più ardenti sostenitori della France libre e del generale Charles de Gaulle.
Al suo ritorno in patria nel 1951, Gaston Wiet fu nominato professore al Collège de France (cattedra di Lingua e letteratura araba): funzione che egli occuperà fino al 1959. Nel 1957 era stato eletto all'Académie des inscriptions et belles-lettres.

## Opere
Nel catalogo della Biblioteca nazionale di Francia sono riportate all'incirca un centinaio di opere di Gaston Wiet. Tra i suoi scritti (fra cui prefazioni e traduzioni) figurano:

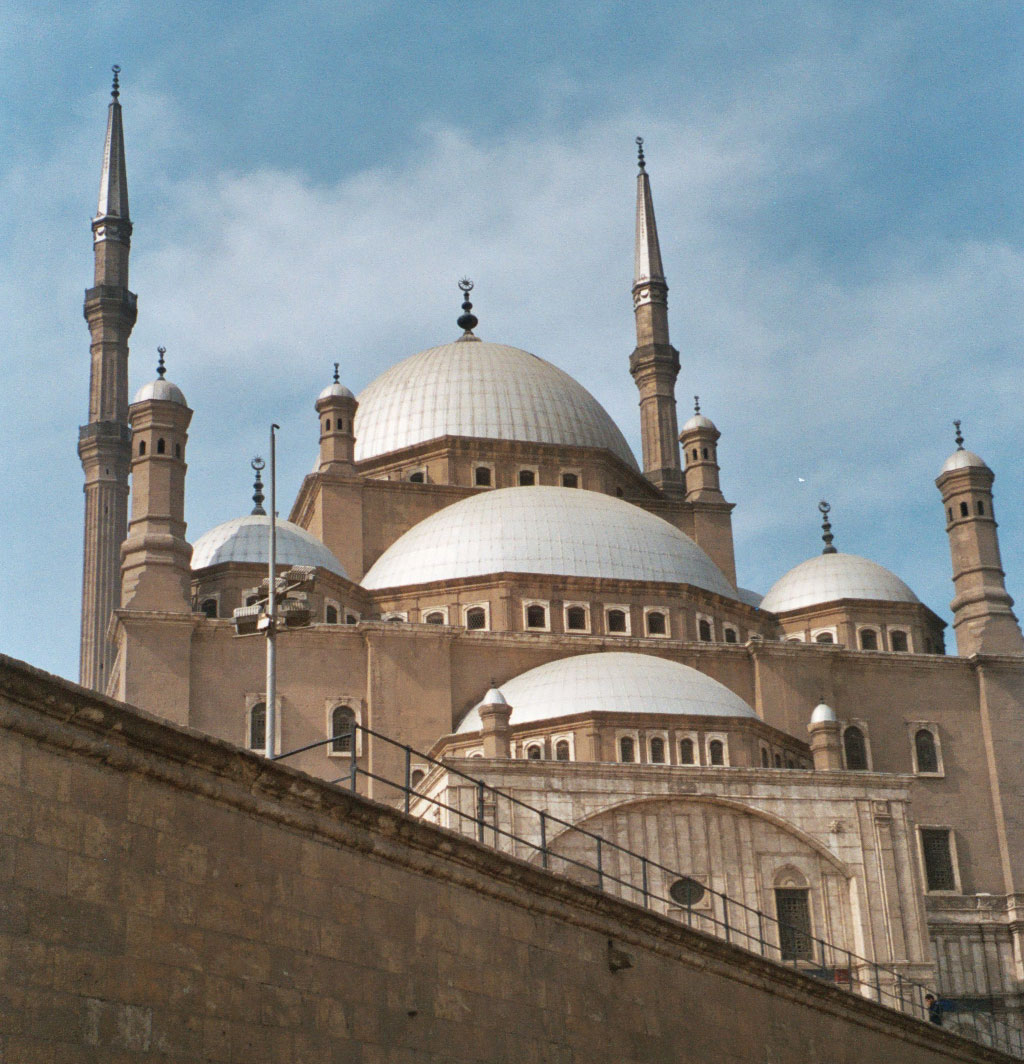
Il Cairo, la moschea di Mehmet Ali

- Louis Hautecoeur, Gaston Wiet, Les mosquées du Caire,  Paris, E. Leroux, 1932, 2 vol. (nuova edizione Hachette, 1966).
- Trécourt, Jean-Baptiste, Mémoires sur l'Égypte, année 1791, édités et annotés par Gaston Wiet  Le Caire, Institut français d'archéologie orientale, 1942.
- Gaston Wiet, Grandeur de l'Islam, de Mahomet à Francesco I, Paris, la Table ronde, 1961.
- Répertoire chronologique d'épigraphie arabe, fondato da Étienne Combe, Jean Sauvaget e Gaston Wiet, Le Caire, Institut français d'archéologie orientale, 1931-...
- L'Égypte arabe, de la conquête arabe à la conquête ottomane (642-1517), Paris, Société d'histoire nationale, 1937.
- Ya'qûbî, Le livre des pays ("Kitâb al-Bouldân"), présentation et traduction par Gaston Wiet, Le Caire, Institut français d'archéologie orientale, 1937.
- Leçon inaugurale faite le 4 décembre 1951, Collège de France, cattedra di Lingua e letteratura araba, par M. Gaston Wiet, Paris, Collège de France, 1952.
- Ibn Iyâs, Muḥammad ibn Ahmad, Journal d'un bourgeois du Caire, chronique d'Ibn Iyâs, tradotto e annotato da Gaston Wiet, Paris, S.E.V.P.E.N., 1955, (Bibliothèque générale de l'École pratique des hautes études).
- Gaston Wiet, André Maricq, Le minaret de Djam: la découverte de la capitale des sultans ghorîdes : XIIe-XIIIe siècles, (avant-propos de Daniel Schlumberger), Paris, Klincksieck, 1959, (Mémoires de la Délégation archéologique française en Afghanistan, XVI).
- Ibn Hauqal, La configuration de la terre ("Kitab Surat al-Ard"), traduzione e note di Gaston Wiet e J.H. Kramers, Paris, Maisonneuve et Larose, 2 vol., 1964-1965.
- Introduction à la littérature arabe, Paris, Maisonneuve et Larose, 1966.